# Henri (cràter)
|  | No s'ha de confondre amb Henry (cràter), Henry (cràter lunar Apollo), o Henry Frères (cràter). |

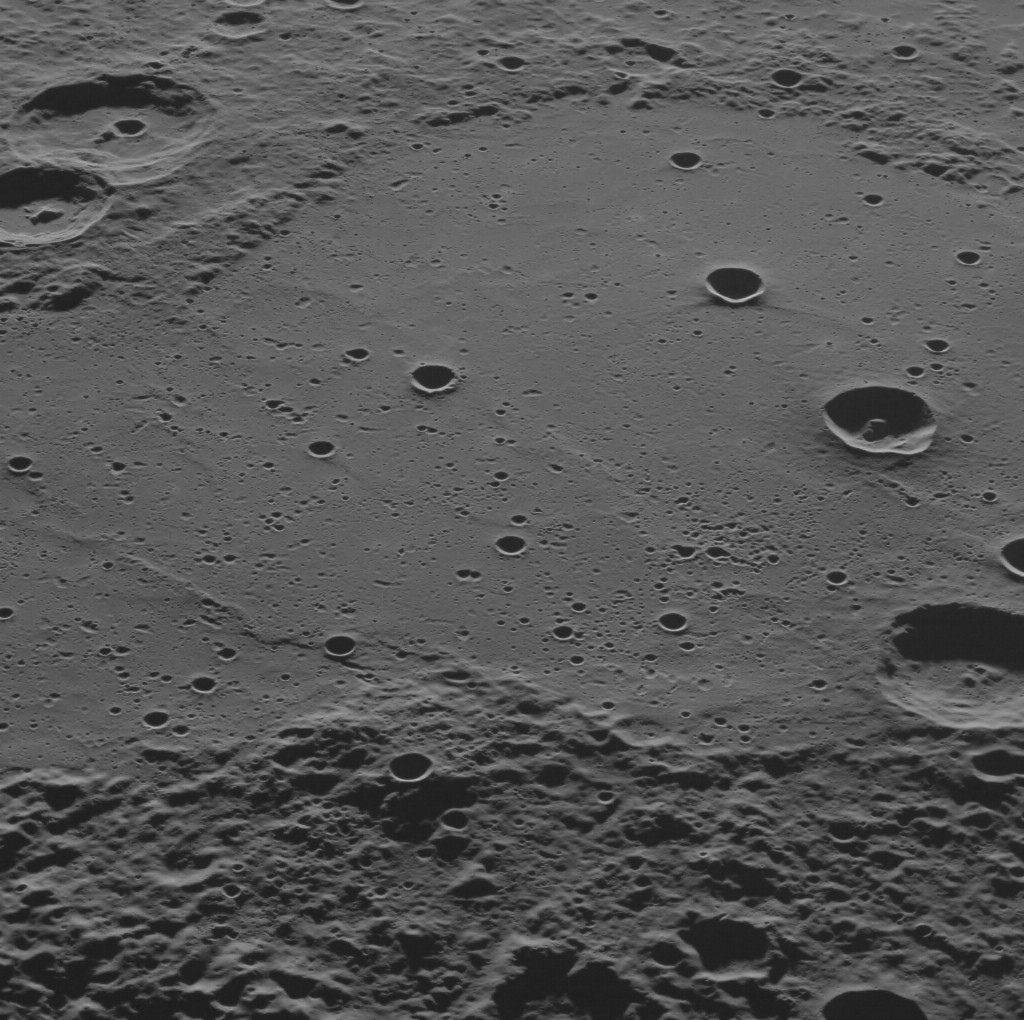
Part del cráter d'Henri. Vist des de MESSENGER.

Henri és un cràter d'impacte en el planeta Mercuri de 163,8 km de diàmetre. Porta el nom del pintor estatunidenc Robert Henri (1865–1929), i el seu nom va ser aprovat per la Unió Astronòmica Internacional el 2012.